# Eryngium pinnatisectum
Eryngium pinnatisectum là một loài thực vật có hoa trong họ Hoa tán. Loài này được Jeps. mô tả khoa học đầu tiên năm 1923.